# Dolba prini
Dolba prini är en fjärilsart som beskrevs av John Abbot och Smith 1797. Dolba prini ingår i släktet Dolba och familjen svärmare. Inga underarter finns listade i Catalogue of Life.